# Titaner

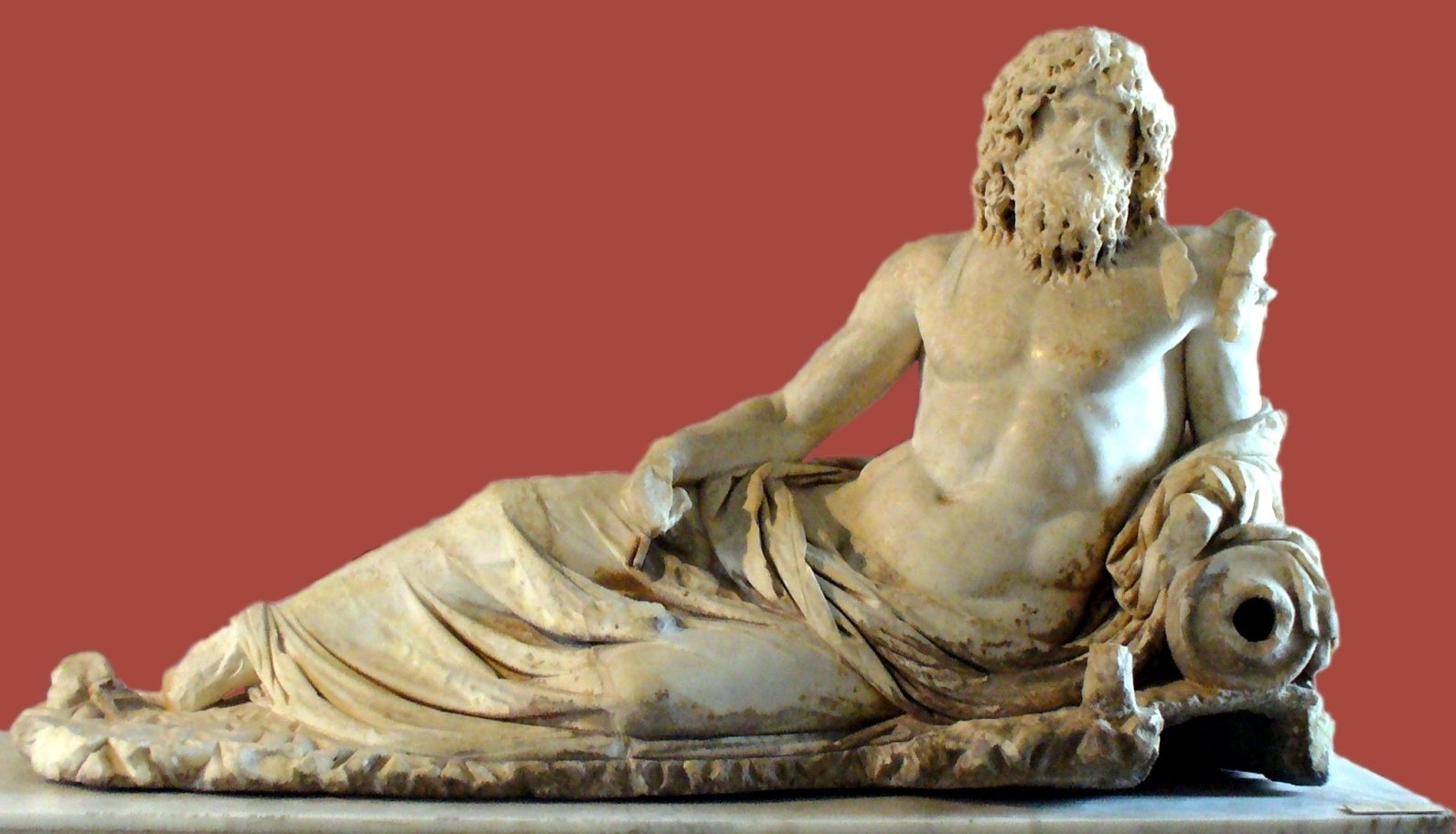
Titanen Okeanos.

Titaner var i grekisk mytologi den första generationens gudomliga väsen som alla var barn av Uranos (himlen) och Gaia (jorden). Med Kronos i spetsen störtade dessa titaner sin far för att i sin tur undanträngas av de yngre, olympiska gudarna.
Uranos och Gaia fick också andra barn, de tre cykloperna och de tre hekatoncheirerna (cykloperna beskrivs i Odyséen som ett folkslag).
Enligt Hesiodos fanns det sex manliga titaner:
- Okeanos, havet
- Koios
- Krios
- Hyperion, solen
- Iapetos
- Kronos

Uranos och Gaia hade också sex döttrar, således fanns det också sex kvinnliga titaner:
- Foibe/Phoebe/Febe, månen
- Mnemosyne, minnet
- Rhea, moderskapet
- Tethys, havet
- Theia, solen
- Themis, lagen

Enligt andra källor ska titanerna vara så många som tjugofyra stycken, somliga inte kända vid namn. Andra källor kallar vissa av dessa gudar för titanider, dvs det yngre gudasläktet (ofta identifierade som barn till de tolv ovan). Bland de omnämnda finns:
- Atlas
- Eos, gryningens gudinna
- Helios, solen
- Prometheus
- Selene, mångudinna
- Nyx, nattens gudinna

## Namnens spridning
Grundämnet Titan är uppkallat efter titanerna. Flera av de största av planeten Saturnus månar är uppkallade efter titaner, t.ex. Titan, Rhea, Japetus, Tethys och Hyperion, inspirerat av att romerska Saturnus motsvaras av grekiska titanen Kronos.